# Рагби 15 репрезентација Малте
Рагби јунион репрезентација Малте је рагби јунион тим који представља малу острвску државу Малту у овом екипном спорту. Британски морнари донели су рагби на Малту још крајем 19. века, ипак први званичан меч рагби јунион репрезентација Малте одиграла је тек 2000. против Молдавије и уједно доживела дебакл 58-8. Највећу победу Малта је остварила марта 2003. када су били бољи од Луксембурга са 34-6. Рагби јунион репрезентација Малте такмичи се у дивизији 2А Куп европских нација.

## Тренутни састав
Данијел Холидеј
Родри Апсе
Кил Масон
Клејтон Касар
Драган Церката
Џон Елул
Кристијан Шранц
Данијел Апсе
Дарен Дегуара
Џосеф Кутуар
Лук Ватс
Томас Холовај
Доминик Бусутил - капитен
Тоби Кваранденон
Марвин Кордле
Џејмс Кирк
Винсе Стивала
Џејмс О'брајан
Метју Камилери